# Pokémon: L'ascesa di Darkrai
Pokémon: L'ascesa di Darkrai (劇場版ポケットモンスター ダイヤモンド＆パール ディアルガVSパルキアVSダークライ?, Gekijōban Poketto Monsutā Daiyamondo to Pāru Diaruga Tai Parukia Tai Dākurai, Pocket Monsters Diamante e Perla il film: Dialga contro Palkia contro Darkrai), in inglese Pokémon: The Rise of Darkrai, è un film d'animazione del 2007 diretto da Kunihiko Yuyama.
Si tratta del decimo film ispirato alla serie animata Pokémon. Ha debuttato nelle sale cinematografiche giapponesi il 14 luglio 2007, mentre l'uscita in DVD è stata fissata per il 21 dicembre 2007. Come suggerisce il titolo giapponese, i Pokémon su cui si basa la trama di questo lungometraggio sono i leggendari Dialga, Palkia e Darkrai. Il film è inoltre il primo titolo di una trilogia composta da L'ascesa di Darkrai, Giratina e il Guerriero dei Cieli (2008) e Arceus e il Gioiello della Vita (2009).
Il 25 gennaio 2008, l'emittente televisiva statunitense Cartoon Network ha rivelato il titolo inglese del lungometraggio, annunciando un'anteprima il 1º febbraio 2008. In questa data è stata confermata la trasmissione del film per il 24 febbraio 2008 alle 19:00 EST, che ha preceduto l'uscita in DVD, avvenuta il 27 maggio 2008. Nel Regno Unito il DVD è uscito il 23 settembre 2008.
In Italia è stato proiettato per la prima volta a Mirabilandia il 12 luglio 2008, in occasione del Pokémon Day. Il film è stato inoltre disponibile in streaming presso il sito ufficiale in lingua italiana nel periodo dal 22 al 24 luglio 2011; viene immesso definitivamente sul mercato home-video, in DVD, il 23 novembre 2011.
La cantante lirica Sarah Brightman in coppia col cantante inglese Chris Thompson si esibisce nel brano di chiusura di questo film, I Will Be With You (Where The Lost Ones Go), composto e arrangiato da Frank Peterson, cover di "Where The Lost Ones Go" contenuta nel singolo omonimo della cantante norvegese Sissel uscito nel 2001. Il 1º gennaio 2008 è stato inoltre ufficializzato che la Brightman e il cantante rock Paul Stanley hanno preparato un'altra versione di "I Will Be With You", contenuta nel CD "Symphony" della cantante lirica, uscito il 29 gennaio 2008.
Nella versione inglese (e italiana) del lungometraggio, la canzone "I Will Be With You (Where The Lost Ones Go)" è stata sostituita da due canzoni prodotte dalla Pokémon USA, "I'll Always Remember You" (in italiano "Io ti ricorderò") e "Living in the Shadow" ("Vivere nell'ombra").

## Trama
Ash, Lucinda e Brock giungono nella città di Alamos per partecipare ad una Gara Pokémon, dove vengono accolti da Alice e dal suo Chimchar. La ragazza li accompagna con la sua mongolfiera e si propone di fare da guida turistica: mostra loro il paesaggio, gli edifici, la Torre Spazio-Tempo ed i giardini della città, disegnati dall'architetto Godey. Mentre i Pokémon giocano nel giardino, Gallade avvisa Alice che qualcuno ha deturpato i giardini. Il Barone Alberto, cittadino eminente di Alamos, è convinto che il responsabile sia il Pokémon leggendario Darkrai. Quando il Pokémon emerge dalle tenebre, il Barone Alberto lo attacca con il suo Lickilicky: Darkrai tuttavia evita l'attacco e per errore colpisce Ash, che piomba in un sonno profondo. Tormentato dagli incubi, Ash verrà svegliato da Pikachu all'interno del Centro Pokémon.
Tonio, uno scienziato del luogo che studia i diari di Godey, ha iniziato a comprendere che sta succedendo qualcosa di grave: infatti Dialga e Palkia, guardiani del tempo e dello spazio stanno intraprendendo una feroce battaglia in un'altra dimensione. Palkia, ferito, tenta di accedere ad Alamos attraverso un varco spazio-temporale.
Nel frattempo Darkrai viene considerato un nemico della città: fa piombare in uno stato di profondo sonno tutti i Pokémon della città, trasforma il Barone Alberto in un esemplare di Lickilicky ed avvolge la città in una sinistra nebbia che rende Alamos isolata del resto del mondo. Analizzando le registrazioni, Tonio comprende che in realtà la colpa del disastro è di Palkia e non di Darkrai. Ritiene inoltre il Pokémon gentile poiché in passato ha salvato Alice, scambiandola per Alicia, la nonna di Alice. Il Pokémon Neropesto in realtà vuole far fuggire gli abitanti da Alamos, per salvarli da un prossimo scontro fra Dialga e Palkia.
Darkrai allora ingaggia una lotta con Palkia ed in seguito, con l'arrivo di Dialga, il Pokémon leggendario è costretto a fronteggiare i due rivali per difendere la città e la sua popolazione, trasportati in un'altra dimensione. Darkrai, colpito, svanisce mentre gli attacchi Fragortempo e Fendispazio dei due in lizza rischiano di distruggere la città. Tonio comprende che la chiave per terminare lo scontro sia "Orazione", una canzone che Alicia ha insegnato alla nipote. Grazie all'aiuto di Alice, Ash e Lucinda trovano il disco musicale contenente la melodia, che deve risuonare nelle Torri Spazio-Tempo. Tuttavia la mongolfiera non riesce a raggiungere la cima dell'edificio, a causa degli scontri tra i Pokémon, e i ragazzi sono costretti a procedere utilizzando le scale.
Una volta riusciti a mettere in funzione lo strumento musicale, la melodia sprigionatasi calma i litiganti e lo scontro tra Dialga e Palkia termina improvvisamente. Dialga decide di tornare nella sua dimensione mentre Palkia, guarito, ripristina i danni causati alla città di Alamos. In seguito Ash e i suoi amici ritengono che Darkrai sia perito durante lo scontro, ma in realtà l'ombra del Pokémon conferma che Darkrai è ancora vivo e pronto a difendere Alamos.

## Produzione
Con la rivelazione della partecipazione anche di Darkrai nel film, il regista Kunihiko Yuyama ha voluto commentare la scelta del titolo e il tema del lungometraggio:
Darkrai is a Darkness Pokémon, but, one cannot know what it really is like. It could be an evil Pokémon, and it could be a good Pokémon. It is a Pokémon that holds the key to the movie this time: Will it be an ally to Satoshi and friends, or will it be an enemy - one can't tell from the beginning. That's all I can say at the moment.
Dialga is a time-ruling Pokémon, and Palkia is a space-ruling Pokémon. The two them live in a dimension that is completely different in terms of space and time, and by some chance they end up meeting each other. A conflict arises as a result of that. The biggest theme in Pokémon is communication. Communication is not just understanding each other, but also mutually accepting the differences and existence of the other when one type of person meets another type of person. This time, how will Satoshi and friends calm the conflict between Dialga and Palkia, two Pokémon which should not and must not meet..? Ultimate communication - that is the theme of the movie this time. I think that it would be nice to illustrate this most important theme of Pokémon in the movie.»
Darkrai è un Pokémon Neropesto, ma nessuno può sapere com'è veramente. Potrebbe essere un Pokémon malvagio o potrebbe anche essere un Pokémon buono. È il Pokémon che tiene le redini del film: sarà un alleato per Ash e i suoi amici o un nemico? Nessuno può dirlo fin dall'inizio. Questo è tutto ciò che posso rivelarvi al momento.
Dialga è il Pokémon dominatore del tempo e Palkia quello dello spazio. Entrambi vivono in una dimensione completamente differente dalla nostra in termini di spazio e di tempo e per caso finiscono con l'incontrarsi. Ne nascerà un conflitto. La più grande tematica in Pokémon è la comunicazione. Comunicazione non vuol dire soltanto capire gli altri, ma significa anche accettare le differenze e l'esistenza di in altre persone di caratteri diversi dai nostri. Questa volta, come potranno Ash e i suoi amici placare la disputa tra Dialga e Palkia, due Pokémon che non potrebbero e non dovrebbero mai incontrarsi...? La comunicazione finale: è questo il tema del film. Ritengo una buona idea illustrare al pubblico questa importante tematica dei Pokémon nel film.»
(Kunihiko Yuyama)

## Distribuzione
Nei più grandi cinema del Giappone è stato possibile, prima della programmazione del film, scaricare sulla propria cartuccia di Pokémon Diamante o Pokémon Perla un Deoxys.
In Giappone il manga, basato sul film e curato da Ryo Takamisaki, è stato distribuito solamente a partire dal 14 luglio 2007, mentre negli USA è uscito il 3 giugno 2008.

### Edizione italiana
Per la prima volta, Davide Garbolino, voce di Ash, ha anche diretto il doppiaggio di un film dei Pokémon.

## Accoglienza

### Incassi
L'Ascesa di Darkrai ha avuto un successo più che discreto, ottenendo oltre 5 miliardi di yen  (circa 30 milioni di euro) superando di molto l'incasso del precedente film, Pokémon Ranger e il Tempio del Mare (che fu di 3,4 miliardi di yen, circa 20,5 milioni di euro) e diventando il lungometraggio di animazione più visto in Giappone in tutto il 2007. Questo decimo film dei Pokémon si piazza dunque al terzo posto tra i film dei Pokémon per incasso (superato solo da Pokémon il film - Mewtwo colpisce ancora e Pokémon 2 - La forza di uno). Il lungometraggio si è mantenuto al primo posto tra i film nazionali per sei settimane (dal 14 luglio al 19 agosto 2007 escluso il week-end del 4 e 5 agosto), tra i film d'animazione per le prime due, e poi si è stanziato al secondo posto fino al 26 agosto.

## Ambientazione
Álamos, la città dov'è ambientato il film, riprende il paesaggio della Spagna (in spagnolo álamos significa pioppi) ed è basata sulla città di Barcellona. Il regista Kunihiko Yuyama, in compagnia dello sceneggiatore Hideki Sonoda e del compositore delle musiche Shinji Miyazaki hanno effettuato nell'estate del 2006 una visita in Spagna alla ricerca d'idee per il film.
Le Torri Spazio-Tempo sono basate sulla Sagrada Família e gran parte del giardino richiama per la sua forma il Parco Güell, luoghi entrambi situati a Barcellona. Il nome di Godey, l'architetto delle Torri Spazio-Tempo, e del suo discendente Tonio rendono omaggio al costruttore della Sagrada Família, Antoni Gaudí.